# ケレブ・カヴバティ
ケレブ・カヴバティ（Caleb Cavubati、2000年11月12日 - ）は、日本出身のラグビーユニオン選手。2025年現在ジャパンラグビーリーグワンに参戦する浦安D-Rocksに所属している。

## プロフィール
- ニュージーランド出身[1]。
- ポジションはウィング(WTB))、フルバック(FB)。
- 身長 175 cm、体重 91 kg
- 愛称はレピ。

## 来歴
2020年、山梨学院大学に入る。
2024年、浦安D-Rocksに加入。同年12月28日に行われたJAPAN RUGBY LEAGUE ONE第2節カンファレンスA静岡ブルーレヴズ戦にて先発出場でリーグワン公式戦初出場を果たした。